# Александровский муниципальный округ (Пермский край)
Алекса́ндровский муниципа́льный округ — муниципальное образование в составе Пермского края России. Административный центр — город Александровск. Площадь — 5530 км². Население — ↘22 972 чел. (2023). Национальный состав (2010): русские – 89 %, татары – 2,2 %, украинцы — 0,8 %, коми-пермяки — 0,7 %. Образован в 2019 году. Соответствует административно-территориальной единице город краевого значения (с 2005 года, до 2005 года — город областного значения) Алекса́ндровск.

## География
Площадь муниципального округа — 5530 км². Граничит на востоке со Свердловской областью, на севере — с Красновишерским городским округом, на юго-востоке – с Кизеловским городским округом, на юге – с Губахинским муниципальным округом и Добрянским городским округом, на западе – с городским округом города Березники, на северо-западе – с Соликамским городским округом. Общая протяженность границы округа составляет 463,64 км.
Климат умеренно-континентальный. Рельеф горно-холмистый. 80% территории округа занимают леса.
На территории округа находятся 32 особо охраняемые природные территории.
Минерально-сырьевая база на территории округа представлена месторождениями нефти, торфа, глины, известняка, алмазов, поделочного камня, угля.
Через территорию округа проходит железнодорожная линия Чусовская-Соликамск. Длина автотрассы Березники – Чусовой  в пределах округа составляет 45 км.

## История
В 1942 году путём выделения из территории, подчинённой городу Кизел (бывшего Кизеловского района) был образован Александровский район. В 1951 году он был упразднён, а Александровск стал городом областного значения, горсовету которого напрямую были переподчинены прилегающие населённые пункты упразднённого района (после преобразования области в край в 2005 году статус изменился на город краевого значения).
В ходе реформы местного самоуправления, в 2004 году на административной территории города Александровска был создан Александровский муниципальный район. В рамках административно-территориального устройства соответствующая административно-территориальная единица — город краевого значения Александровск — сохранила свой статус. В 2019 году муниципальный район был упразднён и преобразован в новое муниципальное образование — Александровский муниципальный округ.

## Население
| 1959    | 1970    | 1979    | 1989    | 2000    | 2002    | 2005    | 2006    | 2007    |
| ------- | ------- | ------- | ------- | ------- | ------- | ------- | ------- | ------- |
| 47 817  | ↘47 240 | ↘45 247 | ↘44 673 | ↘38 400 | ↘36 508 | ↘35 649 | ↘35 100 | ↘34 900 |
| 2008    | 2009    | 2010    | 2011    | 2012    | 2013    | 2014    | 2015    | 2016    |
| ↘34 554 | ↘34 188 | ↘31 477 | ↘31 405 | ↘30 760 | ↘30 234 | ↘29 767 | ↘29 353 | ↘28 889 |
| 2017    | 2018    | 2019    | 2020    | 2021    | 2023    |         |         |         |
| ↘28 386 | ↘27 953 | ↘27 307 | ↘26 855 | ↘23 346 | ↘22 972 |         |         |         |

### Национальный состав
По переписи 2010 года: русские — 28 025 чел. (89 %), татары — 690 чел. (2,2 %), украинцы — 251 чел. (0,8 %), коми-пермяки — 208 чел. (0,7 %), немцы — 196 чел. (0,6 %), удмурты — 184 чел. (0,6 %), белорусы — 129 чел (0,4 %) и другие (численностью менее 100 человек).

### Урбанизация
Городское население — город Александровск, посёлки городского типа Всеволодо-Вильва и Яйва, — составляет 90,42 % населения округа.

## Населённые пункты
В состав муниципального округа входят 38 населённых пунктов.
В рамках административно-территориального устройства Пермского края к городу краевого подчинения Александровску соответственно относятся 38 административно-территориальных единиц, из них 3 городских населённых пункта (город и 2 посёлка городского типа) и 35 сельских населённых пунктов.
| №  | Населённый пункт  | Тип                   | Население | Бывшее муниципальное образование          |
| -- | ----------------- | --------------------- | --------- | ----------------------------------------- |
| 1  | Александровск     | город                 | ↘10 502   | Александровское городское поселение       |
| 2  | Всеволодо-Вильва  | рабочий посёлок (пгт) | ↗2009     | Всеволодо-Вильвенское городское поселение |
| 3  | Яйва              | рабочий посёлок (пгт) | ↘8260     | Яйвинское городское поселение             |
| 4  | База              | посёлок               | 7         | Яйвинское городское поселение             |
| 5  | Башмаки           | посёлок               | 34        | Александровское городское поселение       |
| 6  | Большая Вильва    | деревня               | 2         | Всеволодо-Вильвенское городское поселение |
| 7  | Булатово          | деревня               | 3         | Всеволодо-Вильвенское городское поселение |
| 8  | Верх-Яйва         | село                  | 11        | Скопкортненское сельское поселение        |
| 9  | Вижай             | деревня               | 0         | Яйвинское городское поселение             |
| 10 | Галка             | посёлок               | 1         | Яйвинское городское поселение             |
| 11 | Гарнова           | деревня               | 8         | Всеволодо-Вильвенское городское поселение |
| 12 | Гора              | деревня               | 3         | Всеволодо-Вильвенское городское поселение |
| 13 | Гремяча           | деревня               | 0         | Всеволодо-Вильвенское городское поселение |
| 14 | Замельничная      | деревня               | 0         | Яйвинское городское поселение             |
| 15 | Зачерная          | деревня               | 1         | Всеволодо-Вильвенское городское поселение |
| 16 | Ивака             | посёлок               | ↘0        | Всеволодо-Вильвенское городское поселение |
| 17 | Ивакинский Карьер | посёлок               | 331       | Всеволодо-Вильвенское городское поселение |
| 18 | Камень            | посёлок               | 103       | Яйвинское городское поселение             |
| 19 | Карьер Известняк  | посёлок               | ↘1233     | Всеволодо-Вильвенское городское поселение |
| 20 | Клестово          | деревня               | 20        | Яйвинское городское поселение             |
| 21 | Луньевка          | посёлок               | ↘211      | Александровское городское поселение       |
| 22 | Лытвенский        | посёлок               | 419       | Александровское городское поселение       |
| 23 | Люзень            | посёлок разъезда      | 33        | Яйвинское городское поселение             |
| 24 | Малая Вильва      | деревня               | 4         | Александровское городское поселение       |
| 25 | Махнева           | деревня               | 1         | Скопкортненское сельское поселение        |
| 26 | Напалкова         | деревня               | 0         | Всеволодо-Вильвенское городское поселение |
| 27 | Нижняя            | деревня               | 3         | Яйвинское городское поселение             |
| 28 | Подслудное        | село                  | 14        | Яйвинское городское поселение             |
| 29 | Скопкортная       | посёлок               | 335       | Скопкортненское сельское поселение        |
| 30 | Средняя           | деревня               | 0         | Яйвинское городское поселение             |
| 31 | Сухая             | посёлок               | 31        | Скопкортненское сельское поселение        |
| 32 | Талый             | посёлок               | 17        | Александровское городское поселение       |
| 33 | Тунегова          | деревня               | 0         | Всеволодо-Вильвенское городское поселение |
| 34 | Усть-Игум         | деревня               | 6         | Всеволодо-Вильвенское городское поселение |
| 35 | Усть-Игум         | село                  | 452       | Всеволодо-Вильвенское городское поселение |
| 36 | Усть-Лытва        | деревня               | ↘1        | Александровское городское поселение       |
| 37 | Чикман            | посёлок               | 23        | Скопкортненское сельское поселение        |
| 38 | Шумково           | деревня               | 4         | Всеволодо-Вильвенское городское поселение |

По состоянию на 1 января 1981 года на территории, относящейся городу Александровску, находились 52 населённых пункта, в том числе сам город, 3 рабочих посёлка (Всеволодо-Вильва, Луньевка, Яйва) и 48 сельских населённых пунктов. Луньевка в 2004 году была преобразована в сельский населённых пункт (посёлок).

### Упразднённые населённые пункты
В 1984 году сняты с учёта деревни Брагино и Мостовая.
В 1991 году были исключены посёлки Малая Ослянка и Новый.
В 1994 году были исключены посёлки Камень и Речной.
В 2005 году были упразднены деревни Ерзовка, Камень, Башмаки, Кыжья, Пальники, Сюзева, Гляден, Мыс.
Также ранее были упразднены деревни: Баскова, Березники, Верхние Родники, Захарова, Костыли, Нижние Родники, Новый Пистим, Пальники, Сажина, Сибиряки, Старый Пистим, Усть-Кизел, Якшино.

## Органы власти
В структуру органов местного самоуправления Александровского муниципального округа входят:
- Дума Александровского муниципального округа;
- глава муниципального округа – глава администрации Александровского муниципального округа;
- администрация Александровского муниципального округа;
- контрольно-счетная палата Александровского муниципального округа.

Дума Александровского муниципального округа избрана в 2019 году сроком на 5 лет.
Глава округа – глава администрации Александровского муниципального округа, Лаврова Ольга Эдуардовна, вступила в должность в 2021 году сроком на 5 лет. В 2024 году вышла замуж и взяла фамилию мужа — Белобаржевская.

## Муниципальное устройство
В рамках организации местного самоуправления функционирует Александровский муниципальный округ (с 2004 до 2019 гг. — Александровский муниципальный район).
С 2004 до 2019 гг. в существовавший в этот период Александровский муниципальный район входили 4 муниципальных образования, в том числе три городских и одно сельское поселение:
| № | Наименование                              | Административный центр | Количество населённых пунктов | Население (чел.) | Площадь (км²) |
| - | ----------------------------------------- | ---------------------- | ----------------------------- | ---------------- | ------------- |
| 1 | Александровское городское поселение       | город Александровск    | 7                             | ↘12 743          | 1513,36       |
| 2 | Всеволодо-Вильвенское городское поселение | пгт Всеволодо-Вильва   | 15                            | ↘4439            | 1082,42       |
| 3 | Яйвинское городское поселение             | пгт Яйва               | 11                            | ↘9927            | 1284,57       |
| 4 | Скопкортненское сельское поселение        | посёлок Скопкортная    | 5                             | ↘198             | 1649,56       |

В 2019 году Александровский муниципальный район и все входившие в его состав муниципальные образования были упразднены и с переходным периодом до 1 января 2020 года преобразованы путём их объединения в Александровский муниципальный округ.